# Foulain
Foulain est une commune française située dans le département de la Haute-Marne, en région Grand Est.
La commune est également nommée localement Foulain-Crenay car résultant de l'association des villages de Foulain et de Crenay, distants de cinq kilomètres.

## Géographie

### Localisation
Foulain se situe dans le canton de Chaumont-3, à 11 km de Chaumont. Nogent est à 11 km et Langres à 24 km. 

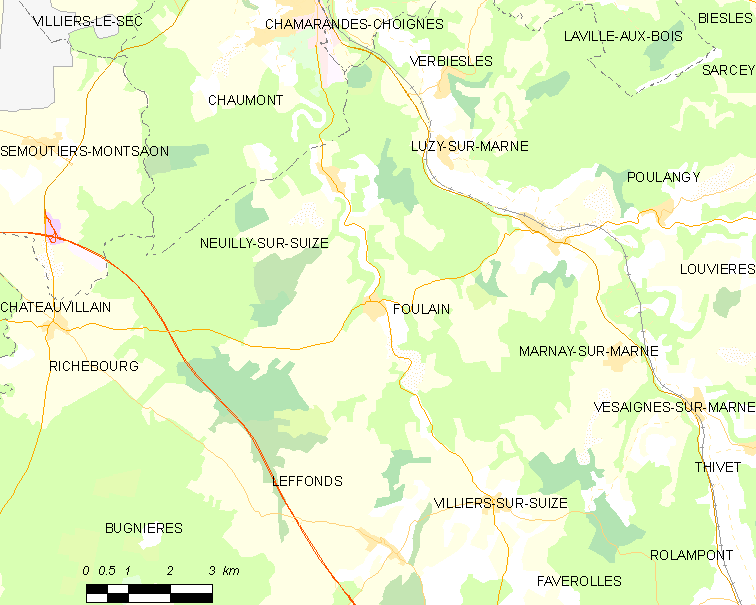
Carte de la commune de Foulain et des proches communes.

Crenay se situe à 12 km de Chaumont, et à 5 km de Foulain.

### Hydrographie
La commune est dans la région hydrographique « la Seine de sa source au confluent de l'Oise (exclu) » au sein du bassin Seine-Normandie. Elle est drainée par le canal de la Marne a la Saone, la Marne, la Suize, le ruisseau de Moiron, le ruisseau de Lavau, le ruisseau de Val Darde, le ruisseau du Pecheux et divers autres petits cours d'eau,.
Le canal de la Marne à la Saône est un canal à bief de partage au gabarit Freycinet, d'une longueur de 160 km reliant les vallées de la Marne et de la Saône, géré par les Voies navigables de France.
La Marne  prend sa source sur le plateau de Langres, dans la commune de Saints-Geosmes (Haute-Marne) et se jette dans la Seine entre Charenton-le-Pont et Alfortville (Val-de-Marne) dans le quartier de Conflans-l'Archevêque.
La Suize, d'une longueur de 49 km, prend sa source dans la commune de Courcelles-en-Montagne et se jette  dans la Marne à Chaumont, après avoir traversé onze communes.

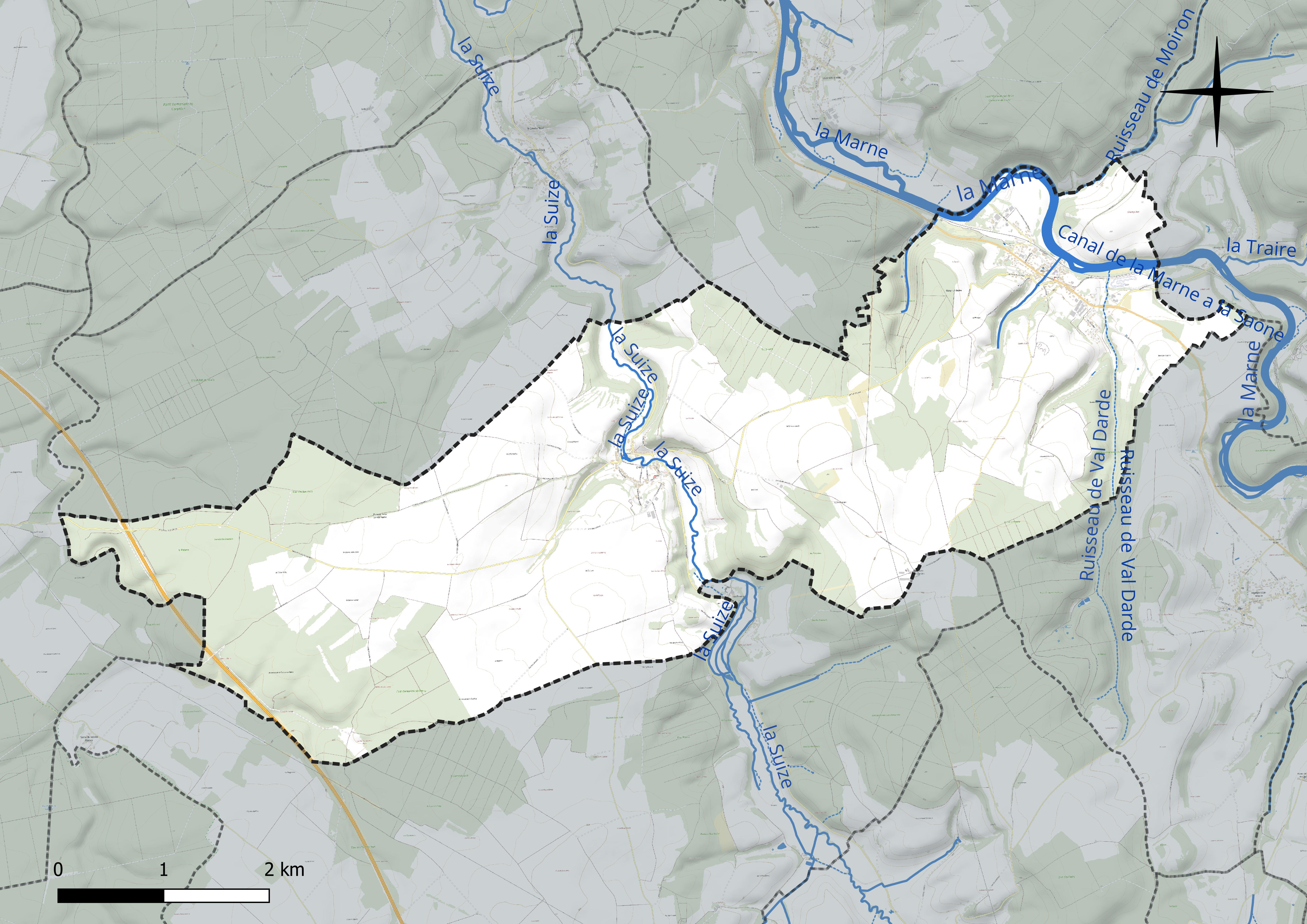
Réseau hydrographique de Foulain.

### Climat
Pour des articles plus généraux, voir Climat du Grand Est et Climat de la Haute-Marne.
En 2010, le climat de la commune est de type climat de montagne, selon une étude du Centre national de la recherche scientifique s'appuyant sur une série de données couvrant la période 1971-2000. En 2020, Météo-France publie une typologie des climats de la France métropolitaine dans laquelle la commune est exposée à un climat océanique altéré et est dans la région climatique Lorraine, plateau de Langres, Morvan, caractérisée par un hiver rude (1,5 °C), des vents modérés et des brouillards fréquents en automne et hiver.
Pour la période 1971-2000, la température annuelle moyenne est de 9,9 °C, avec une amplitude thermique annuelle de 16,5 °C. Le cumul annuel moyen de précipitations est de 957 mm, avec 13,1 jours de précipitations en janvier et 9,1 jours en juillet. Pour la période 1991-2020, la température moyenne annuelle observée sur la station météorologique de Météo-France la plus proche, « Is-en-Bassigny », sur la commune d'Is-en-Bassigny à 17 km à vol d'oiseau, est de 10,0 °C et le cumul annuel moyen de précipitations est de 873,6 mm. 
La température maximale relevée sur cette station est de 38,7 °C, atteinte le 25 juillet 2019 ; la température minimale est de −19,3 °C, atteinte le 20 décembre 2009,,.
Les paramètres climatiques de la commune ont été estimés pour le milieu du siècle (2041-2070) selon différents scénarios d'émission de gaz à effet de serre à partir des nouvelles projections climatiques de référence DRIAS-2020. Ils sont consultables sur un site dédié publié par Météo-France en novembre 2022.

## Urbanisme

### Typologie
Au 1er janvier 2024, Foulain est catégorisée commune rurale à habitat dispersé, selon la nouvelle grille communale de densité à sept niveaux définie par l'Insee en 2022.
Elle est située hors unité urbaine. Par ailleurs la commune fait partie de l'aire d'attraction de Chaumont, dont elle est une commune de la couronne,. Cette aire, qui regroupe 112 communes, est catégorisée dans les aires de 50 000 à moins de 200 000 habitants,.

### Occupation des sols
L'occupation des sols de la commune, telle qu'elle ressort de la base de données européenne d’occupation biophysique des sols Corine Land Cover (CLC), est marquée par l'importance des territoires agricoles (58,2 % en 2018), une proportion sensiblement équivalente à celle de 1990 (58,8 %). La répartition détaillée en 2018 est la suivante : 
terres arables (46,6 %), forêts (38,6 %), prairies (8,9 %), zones urbanisées (3,2 %), zones agricoles hétérogènes (2,6 %). L'évolution de l’occupation des sols de la commune et de ses infrastructures peut être observée sur les différentes représentations cartographiques du territoire : la carte de Cassini (XVIIIe siècle), la carte d'état-major (1820-1866) et les cartes ou photos aériennes de l'IGN pour la période actuelle (1950 à aujourd'hui).

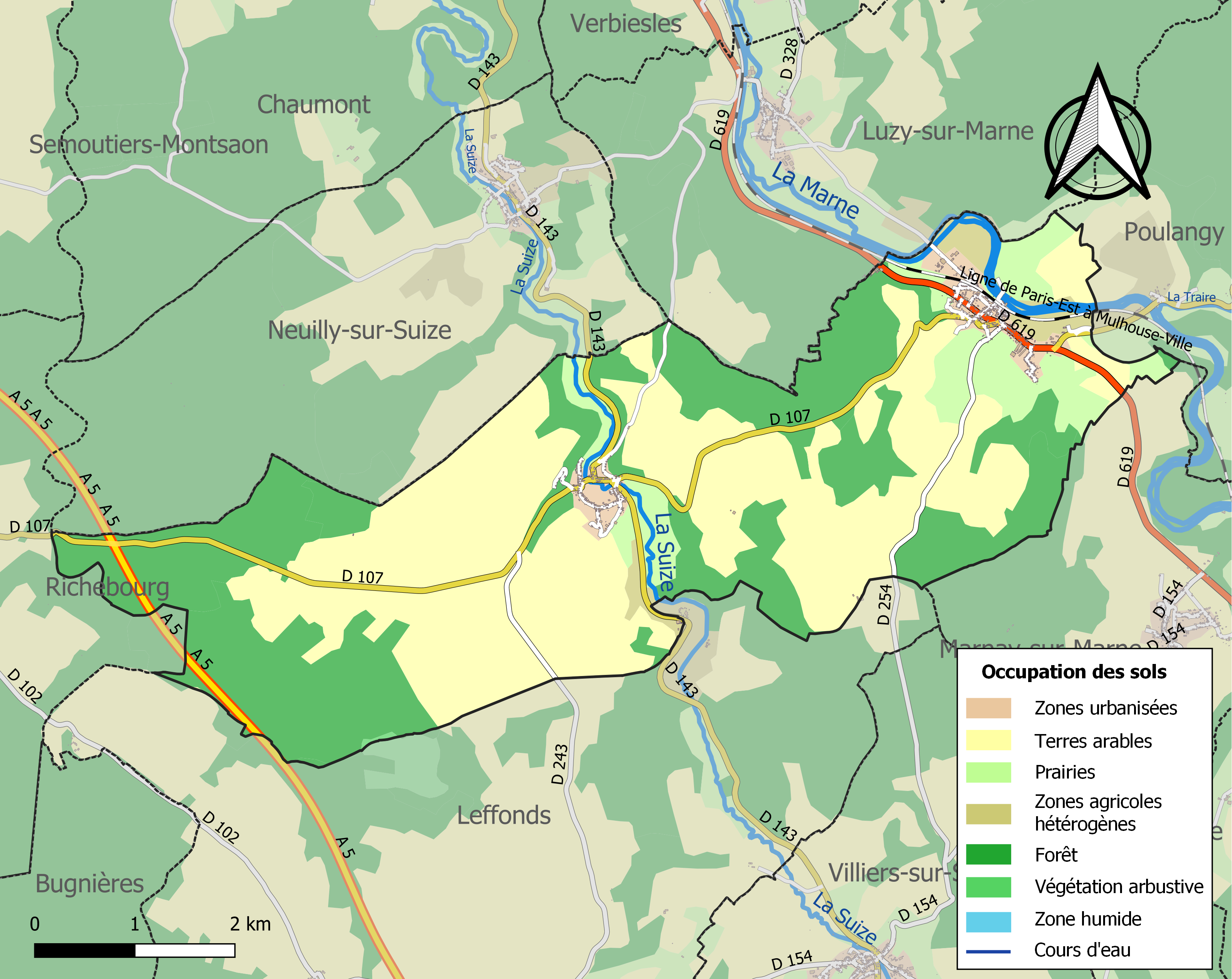
Carte des infrastructures et de l'occupation des sols de la commune en 2018 (CLC).

## Toponymie
Le nom de la localité est attesté sous les formes Folein (1177) ; Foulains (1259) ; Foloins, Fouloins (1264) ; Foleins (XIVe siècle) ; Foulins (1464) ; Foullain (1635) ; Foulain (1732) ; Foulin (1770).

On peut, avec quelques raisons, attribuer l'origine de ce village à un foulon établi en ce lieu.
Crenay est rattachée à Foulain le 01/11/1972. La commune de Foulain est parfois dénommée Foulain-Crenay.

## Histoire

### Antiquité
Des objets préhistoriques ont été retrouvés en divers endroits notamment lors de la construction du canal (pointes de flèches, bifaces, grattoirs). De source orale, l'ancienne « grand'rue » reprend le tracé d'un chemin protohistorique, se dirigeant au nord-est pour rejoindre Biesles et au sud-ouest pour rejoindre Crenay.
Des fragments de poteries, des monnaies ainsi que quelques vestiges retrouvés par des agriculteurs locaux attestent de la présence d'une villa gallo-romaine (Ier siècle apr. J.-C.), corroboré par la dénomination du lieu-dit « Ru de Villiers ». 
À l'époque gauloise, la localité dépendait de la Civitas lingonum c'est-à-dire Langres, anciennement dénommée « Andemantunnum ».
Une voie romaine d'importance moyenne passait à proximité de la commune et reliait Chaumont à Langres en rejoignant une voie de plus grande importance vers Marac ou Beauchemin. Elle délimite toujours les finages de Foulain et Crenay et son tracé est encore prononcé de Chaumont à Faverolles.

### Moyen Âge
Peu d'écrits aux archives départementales ou de vestiges ne restent de cette période; soit parce que l'établissement primitif était de faible importance, soit parce que les différentes périodes mouvementées de l'histoire en ont effacé les traces. La première hypothèse pourrait être confirmée par le fait qu'à l'origine primitive, le village ne possédait pas d'église mais une simple chapelle, érigée au XIIIe siècle, dont subsiste encore les trois piliers centraux. Plusieurs modifications ont été effectuées à plusieurs périodes : une lithographie du XIXe siècle montre que le clocher se trouvait à l'emplacement du chœur actuel. 
Un petit établissement templier ou une métairie monastique semble être à l'origine du village, à proximité du lieu dit « Lavaux ». À cette époque, Foulain dépend de la baronnie de Luzy, incluant également les villages de Verbiesles et La Ville aux Bois.
Un monastère, à la limite du finage de Foulain et Marnay, est à l'origine du lieu-dit le 'Ru d'Ardes' : cet établissement accueillait les personnes atteintes du Mal des ardents ou 'feux de Saint Antoine', c'est-à-dire l'ergotisme. Cependant, selon l'archiviste Émile Jolibois, ce monastère détruit au XVIe siècle, aurait été tenus par des Cordeliers et non des Antonins.

### Renaissance et époque moderne

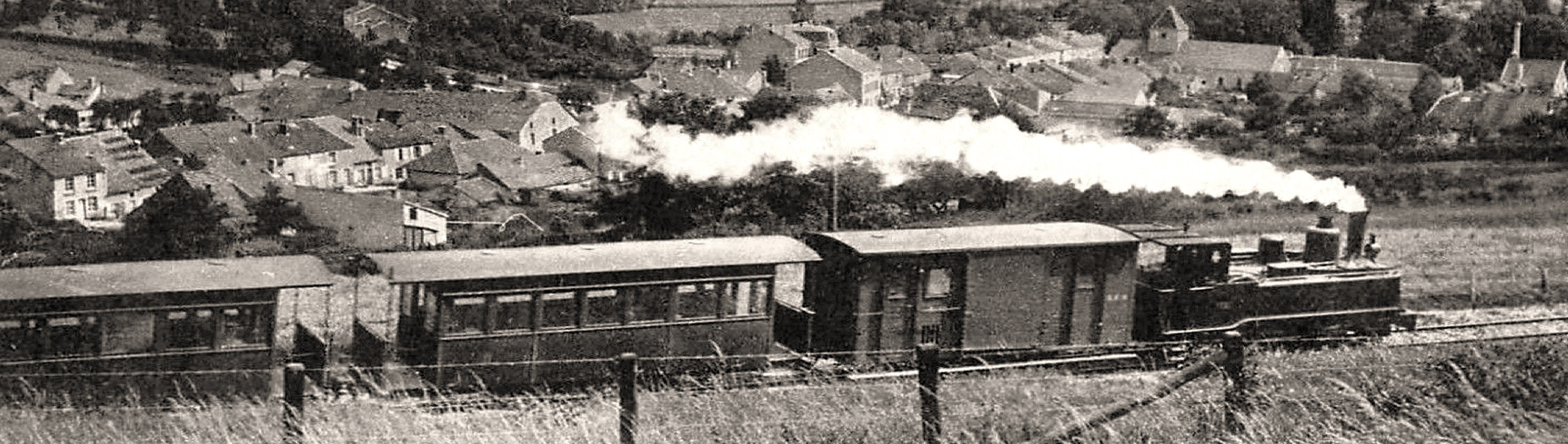
le TACOT (1904 - 1947) Ligne de chemin de fer reliant Foulain à Nogent - en - Bassigny (52)

Après les troubles des XVIe et XVIIe siècles, le village a été peu tourmenté par les aléas de l'histoire, bien qu'il ait été occupé, sans heurts majeurs, lors des guerres de 1870 et 1939-1945.
Pour anecdote, le village a été un maillon essentiel dans le dispositif de siège de la ville de Langres lors des grandes manœuvres de 1906, notamment parce qu'il possédait un quai de débarquement par ligne de chemin de fer de Foulain à Nogent-en-Bassigny.

### Epoque contemporaine
À la suite de la mise en place de souscriptions relatives aux inondations du midi de 1875, la fabrique de coutellerie d'Alexis Perrin récolte 28 francs 50 au profit des sinistrés.

## Population et société

### Démographie

#### Évolution démographique
L'évolution du nombre d'habitants est connue à travers les recensements de la population effectués dans la commune depuis 1793. Pour les communes de moins de 10 000 habitants, une enquête de recensement portant sur toute la population est réalisée tous les cinq ans, les populations de référence des années intermédiaires étant quant à elles estimées par interpolation ou extrapolation. Pour la commune, le premier recensement exhaustif entrant dans le cadre du nouveau dispositif a été réalisé en 2008.

En 2022, la commune comptait 681 habitants, en évolution de −2,85 % par rapport à 2016 (Haute-Marne : −4,62 %, France hors Mayotte : +2,11 %).
| 1793 | 1800 | 1806 | 1821 | 1831 | 1836 | 1841 | 1846 | 1851 |
| ---- | ---- | ---- | ---- | ---- | ---- | ---- | ---- | ---- |
| 221  | 227  | 246  | 260  | 434  | 409  | 403  | 379  | 335  |

| 1856 | 1861 | 1866 | 1872 | 1876 | 1881 | 1886 | 1891 | 1896 |
| ---- | ---- | ---- | ---- | ---- | ---- | ---- | ---- | ---- |
| 345  | 300  | 243  | 231  | 290  | 448  | 350  | 471  | 351  |

| 1901 | 1906 | 1911 | 1921 | 1926 | 1931 | 1936 | 1946 | 1954 |
| ---- | ---- | ---- | ---- | ---- | ---- | ---- | ---- | ---- |
| 339  | 346  | 308  | 390  | 442  | 430  | 381  | 412  | 416  |

| 1962 | 1968 | 1975 | 1982 | 1990 | 1999 | 2006 | 2008 | 2013 |
| ---- | ---- | ---- | ---- | ---- | ---- | ---- | ---- | ---- |
| 421  | 456  | 800  | 717  | 728  | 737  | 745  | 747  | 712  |

| 2018 | 2022 | - | - | - | - | - | - | - |
| ---- | ---- | - | - | - | - | - | - | - |
| 693  | 681  | - | - | - | - | - | - | - |

## Économie

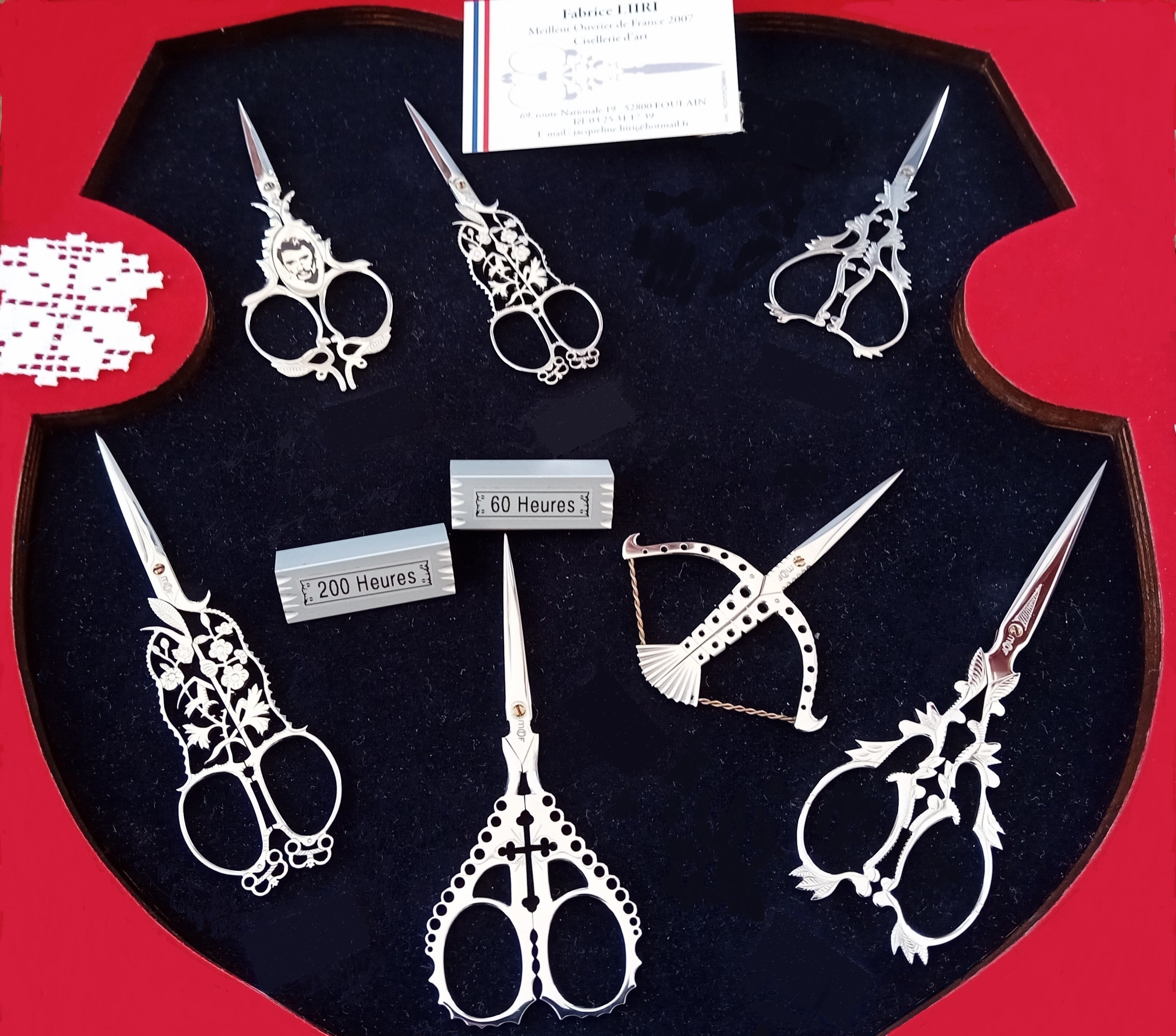
Cisellerie d'art

Jusqu'au XVIIIe siècle, l'économie est essentiellement basée sur l'agriculture et les métiers dont elle dépend.
Le siècle suivant voit se développer la sidérurgie et la métallurgie du fait de l'abondance des ressources : minerai de fer sur les plateaux, abondance de l'eau ainsi que des forêts pour la fabrication du charbon de bois.
Le village a alors pu voir se côtoyer ou se succéder, plusieurs établissements ayant une activité sidérurgique ou métallurgique (forge la Foulaine, l'entreprise Vella, l'entreprise Bacco, la société Forgeavia, etc.)
Majoritairement résidentielle depuis les années 1990, la commune est dynamisée par plusieurs commerces et industries : boulangerie-pâtisserie, pharmacie, hôtel restaurant, salon de coiffure, menuiserie, point de vente de véhicules d'occasion, station service, vente de produit d'entretien, maintenance de machines industrielles,cisellerie d'art,négoce généraliste en bâtiment, diététicienne, piste de karting, terrain de paintball, plomberie/sanitaire, etc.

## Culture locale et patrimoine

### Lieux et monuments
- Église Saint-Clément
- Église Saint-Martin de Crenay

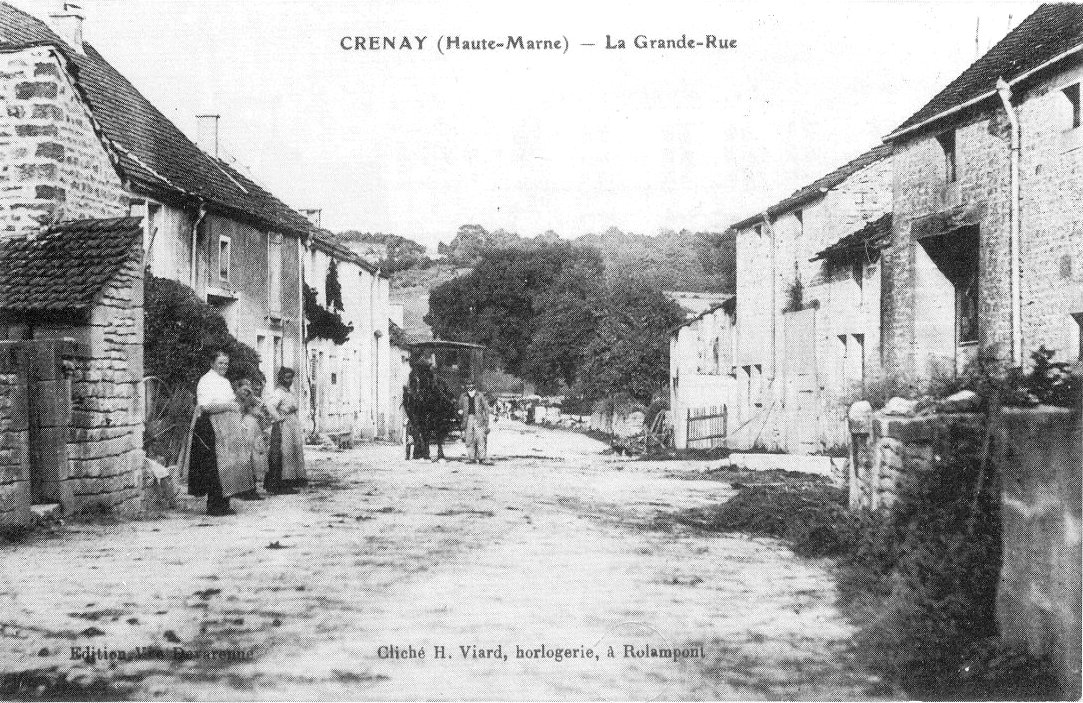
Carte postale ancienne de la grande rue de Crenay
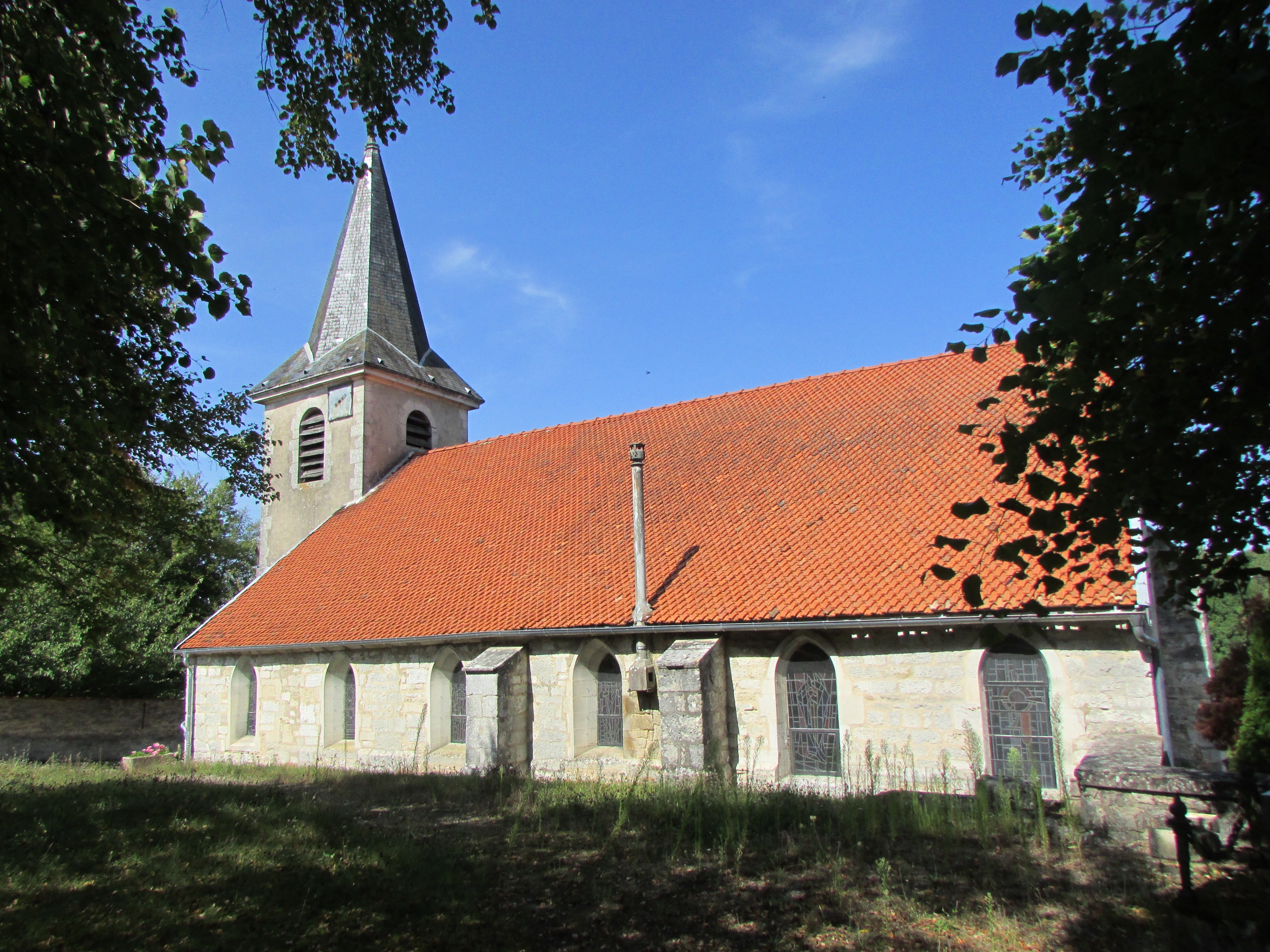
L'église.
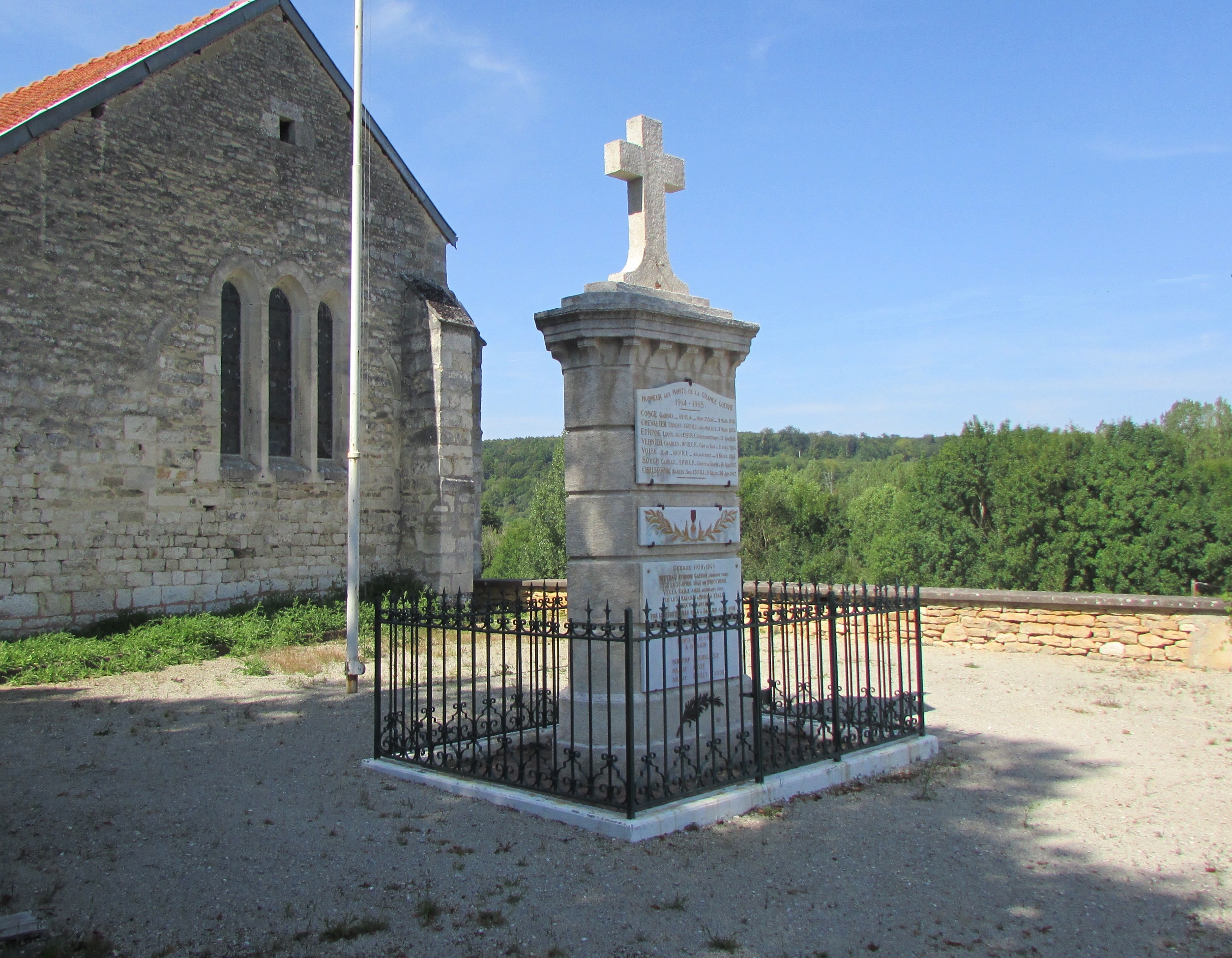
Le monument aux morts.
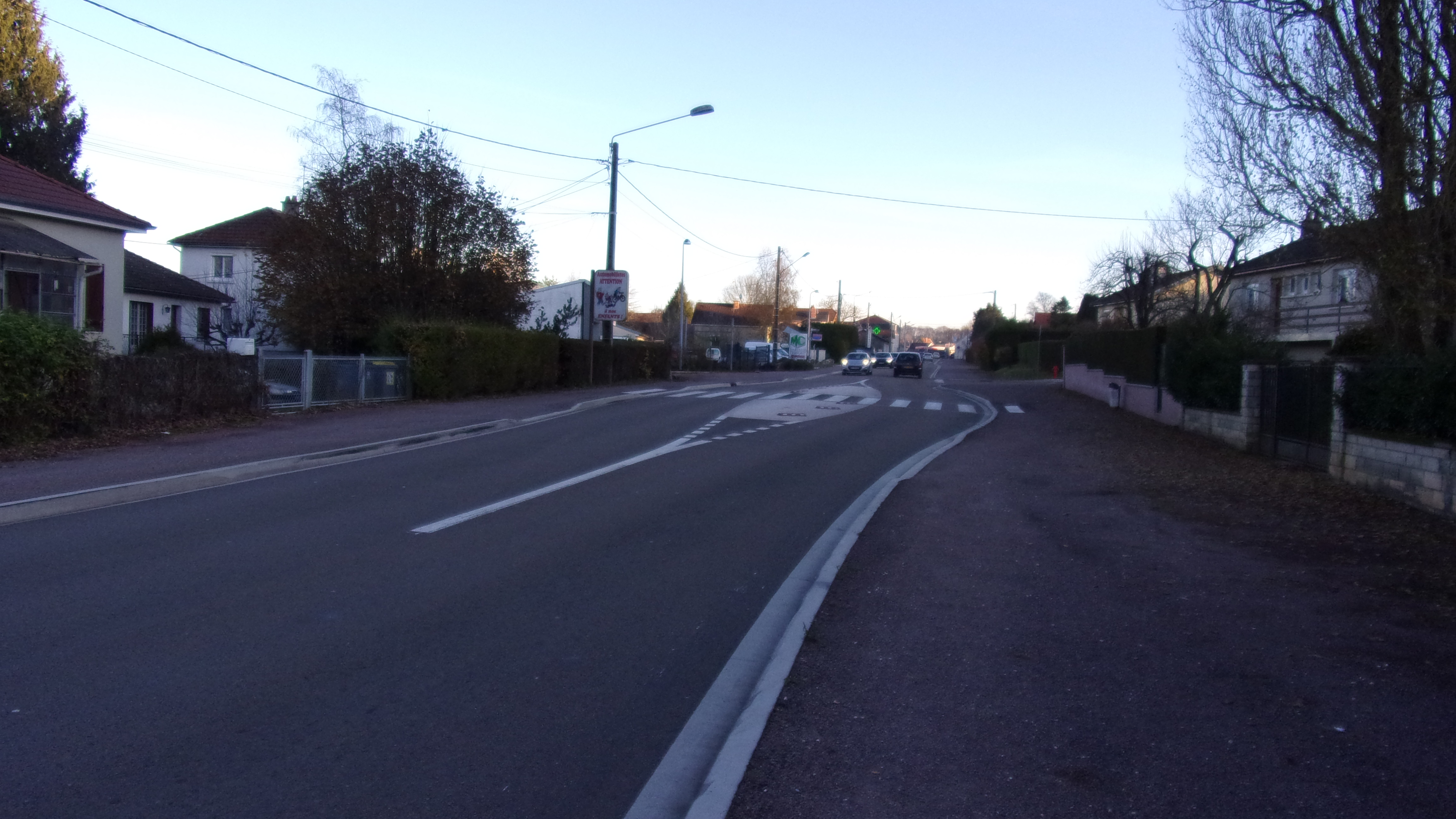
Entrée à Foulain en venant de Chaumont.
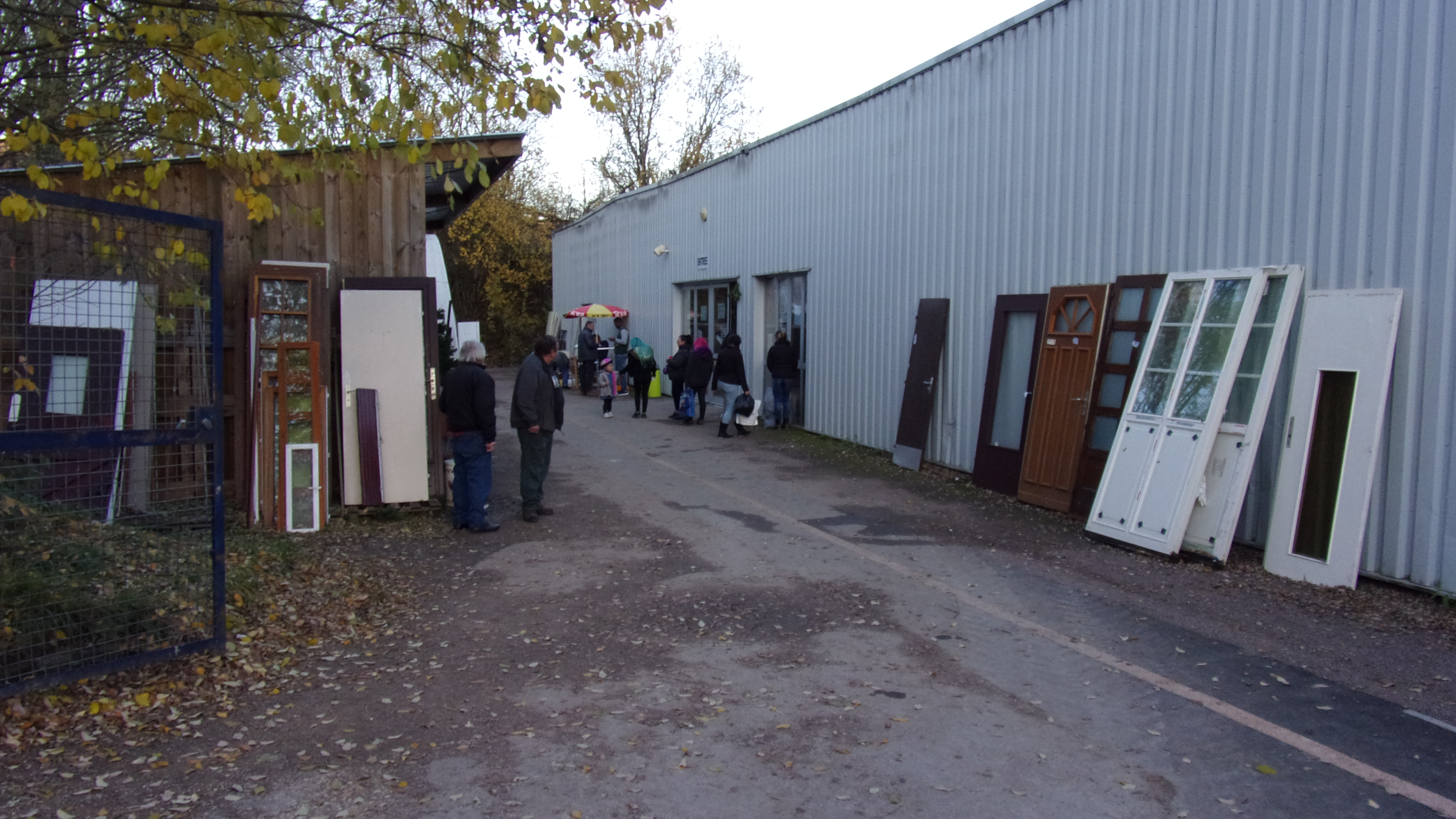
Entrée de la Communauté Emmaüs.